# 応援ドキュメント 明日はどっちだ
『応援ドキュメント 明日はどっちだ』（おうえんドキュメント・あしたはどっちだ）はNHK総合テレビジョンで2013年4月2日から2015年3月24日まで毎週火曜日22:55 - 23:20（再放映・次週月曜深夜＜火曜未明＞2:15 - 2:40）に放送されていた日本のドキュメンタリー番組 。

## 概要
2012年10月7日・14日・21日（月曜日）0:10 - 0:39（JST）に『秋の番組たまごまつり』の一環として、ミッドナイトチャンネル枠で3回シリーズのパイロット版『関ジャニ∞の明日はどっちだ！』として放送され、2013年度からレギュラー番組化された。
番組は「明日の見えないこの時代に、明日に向かって頑張る人々にスポットを当て、思いっきり応援する」をキーワードに長期的に密着する「連続ドキュメンタリー」であり、毎週数人のドキュメントが連続ドラマのような形式で放送される。ナビゲーターとして関ジャニ∞の横山裕、渋谷すばる、村上信五がスタジオトークや実際に体験を交えながら、直接の取材も行って激励する。
複数の対象を同時進行で取材する形をとっており、現場にはカメラマンなどをつけずディレクターが1人で赴くため、映像はディレクター撮影のものであるが、エグゼクティブ・プロデューサーの有吉は「映像がうまくないから逆に伝わるものもある」と語っている。また「プロフェッショナル 仕事の流儀」などと違い、取材初体験の相手がほとんどのため、大げさなロケだと、先方も緊張し、懐に飛び込めなくなる点も考慮している。
2013年6月25日一時放送休止。その後同年8月15日(木)に『崖っぷちの夏スペシャル』73分拡大版を放送し8月27日より元の時間枠に戻り放送再開。

## 企画の背景
エグゼクティブ・プロデューサーの有吉伸人は、関ジャニ∞のメンバーについて「笑いのツボを心得たトーク」だけでなく、「仕事が少なかった時代にアルバイトなども経験している」点に注目。「番組に登場する『崖っぷちで頑張っている』人たちの気持ちに寄り添い、本物のエールを送れる」と思ったことを語っている。また「昨秋に放送された特集番組はこれまでにない『面白くて、元気の出るドキュメンタリー』になった」とも語っており、これがレギュラー化につながった。
番組開始から徐々に視聴率が伸び始め、関ジャニ∞の3人をきっかけに日頃ドキュメントを見ない層や10代を取り込んでいる。

## 出演者
ナビゲーター
横山裕（関ジャニ∞）
渋谷すばる（関ジャニ∞）
村上信五（関ジャニ∞）
ナレーター
岡本玲
過去のナレーター
柄本時生

## テーマ曲
- ボブ・ディラン「ライク・ア・ローリング・ストーン」

## スタッフ
- 制作統括：有吉伸人、河内雅幸
- 制作協力：スローハンド
- プロデューサー：伊豆田智子
- ディレクター：茂原雄二、上原茂徳